# Heroes (King Crimson)
Heroes è il quinto EP del gruppo musicale britannico King Crimson, pubblicato il 2 giugno 2017 dalla Discipline Global Mobile.

## Descrizione
Contiene quattro brani registrati dal vivo durante il tour europeo del tour tenuto nel corso del 2016. La title track dell'EP (proposta anche in versione ridotta) è la reinterpretazione dell'omonimo singolo di David Bowie, in cui il fondatore Robert Fripp eseguì le parti originarie di chitarra.

## Tracce
1. Heroes – 4:37 (David Bowie, Brian Eno) – originariamente interpretata da David Bowie
2. Easy Money – 10:00 (Robert Fripp, John Wetton, Bill Bruford, Richard Palmer-James)
3. Starless (Edit) – 4:25 (David Cross, Robert Fripp, John Wetton, Bill Bruford, Richard Palmer-James)
4. Hell Hounds of Krim – 3:35 (Gavin Harrison, Pat Mastelotto, Bill Rieflin)
5. Heroes (Radio Edit) – 3:49 (David Bowie, Brian Eno) – originariamente interpretata da David Bowie

## Formazione
- Mel Collins – sassofono, flauto
- Robert Fripp – chitarra, tastiera
- Gavin Harrison – batteria
- Jakko Jakszyk – chitarra, voce
- Tony Levin – basso, Chapman Stick
- Pat Mastelotto – batteria
- Jeremy Stacey – batteria, tastiera